# Graveron-Sémerville
Pour les articles homonymes, voir Graveron (homonymie).
Graveron-Sémerville est une commune française située dans le département de l'Eure en région Normandie.

## Géographie

### Localisation
Graveron-Sémerville se situe à 15 km au nord-ouest d'Évreux.
|                                                  | Saint-Aubin-d'Écrosville | Quittebeuf            |
| Sainte-Colombe-la-Commanderie Le Tilleul-Lambert | Graveron-Sémerville      | Quittebeuf            |
|                                                  | Ormes                    | Tournedos-Bois-Hubert |

### Voies de communication et transports

#### Voie routière
La commune est traversée par la RD 613 sur l'axe Évreux - Lisieux.

### Hydrographie
La commune est située dans le bassin Seine-Normandie. Elle n'est drainée par aucun cours d'eau,.

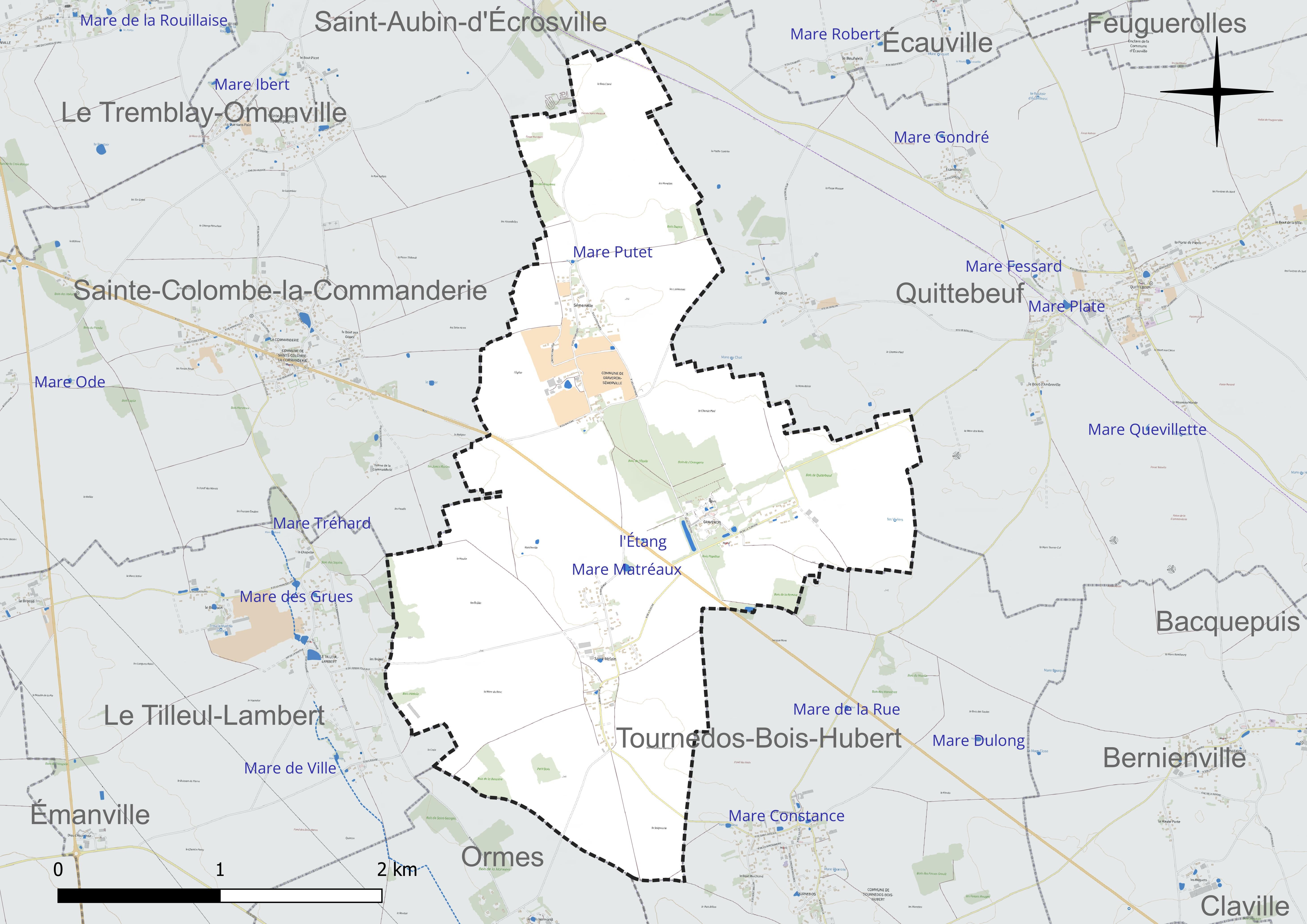
Réseau hydrographique de Graveron-Sémerville.

Trois plans d'eau complètent le réseau hydrographique : la mare Matréaux (0,2 ha), la mare Putet (0 ha) et l'étang (0 ha),.

### Climat
Pour des articles plus généraux, voir Climat de la Normandie et Climat de l'Eure.
En 2010, le climat de la commune est de type climat océanique dégradé des plaines du Centre et du Nord, selon une étude du CNRS s'appuyant sur une série de données couvrant la période 1971-2000. En 2020, Météo-France publie une typologie des climats de la France métropolitaine dans laquelle la commune est exposée à un climat océanique et est dans la région climatique  Côtes de la Manche orientale, caractérisée par un faible ensoleillement (1 550 h/an) ; forte humidité de l’air (plus de 20 h/jour avec humidité relative > 80 % en hiver), vents forts fréquents. Parallèlement le GIEC normand, un groupe régional d’experts sur le climat, différencie quant à lui, dans une étude de 2020, trois grands types de climats pour la région Normandie, nuancés à une échelle plus fine par les facteurs géographiques locaux. La commune est, selon ce zonage, exposée à un « climat des plateaux abrités », correspondant aux plaines agricoles de l’Eure, avec une pluviométrie beaucoup plus faible que dans la plaine de Caen en raison du double effet d’abri provoqué par les collines du Bocage normand et par celles qui s’étendent sur un axe du Pays d'Auge au Perche.
Pour la période 1971-2000, la température annuelle moyenne est de 10,4 °C, avec  une amplitude thermique annuelle de 14 °C. Le cumul annuel moyen de précipitations est de 685 mm, avec 11,2 jours de précipitations en janvier et 8,2 jours en juillet. Pour la période 1991-2020, la température moyenne annuelle observée sur la station météorologique la plus proche, située sur la commune de Huest à 18 km à vol d'oiseau, est de 11,2 °C et le cumul annuel moyen de précipitations est de 600,6 mm,. Pour l'avenir, les paramètres climatiques de la commune estimés pour 2050 selon différents scénarios d’émission de gaz à effet de serre sont consultables sur un site dédié publié par Météo-France en novembre 2022.

## Urbanisme

### Typologie
Au 1er janvier 2024, Graveron-Sémerville est catégorisée commune rurale à habitat dispersé, selon la nouvelle grille communale de densité à 7 niveaux définie par l'Insee en 2022.
Elle est située hors unité urbaine. Par ailleurs la commune fait partie de l'aire d'attraction d'Évreux, dont elle est une commune de la couronne,. Cette aire, qui regroupe 108 communes, est catégorisée dans les aires de 50 000 à moins de 200 000 habitants,.

### Occupation des sols
L'occupation des sols de la commune, telle qu'elle ressort de la base de données européenne d’occupation biophysique des sols Corine Land Cover (CLC), est marquée par l'importance des territoires agricoles (88 % en 2018), en augmentation par rapport à 1990 (85,4 %). La répartition détaillée en 2018 est la suivante : 
terres arables (75,7 %), zones agricoles hétérogènes (7,4 %), zones urbanisées (6,5 %), forêts (5,6 %), cultures permanentes (4,8 %). L'évolution de l’occupation des sols de la commune et de ses infrastructures peut être observée sur les différentes représentations cartographiques du territoire : la carte de Cassini (XVIIIe siècle), la carte d'état-major (1820-1866) et les cartes ou photos aériennes de l'IGN pour la période actuelle (1950 à aujourd'hui).

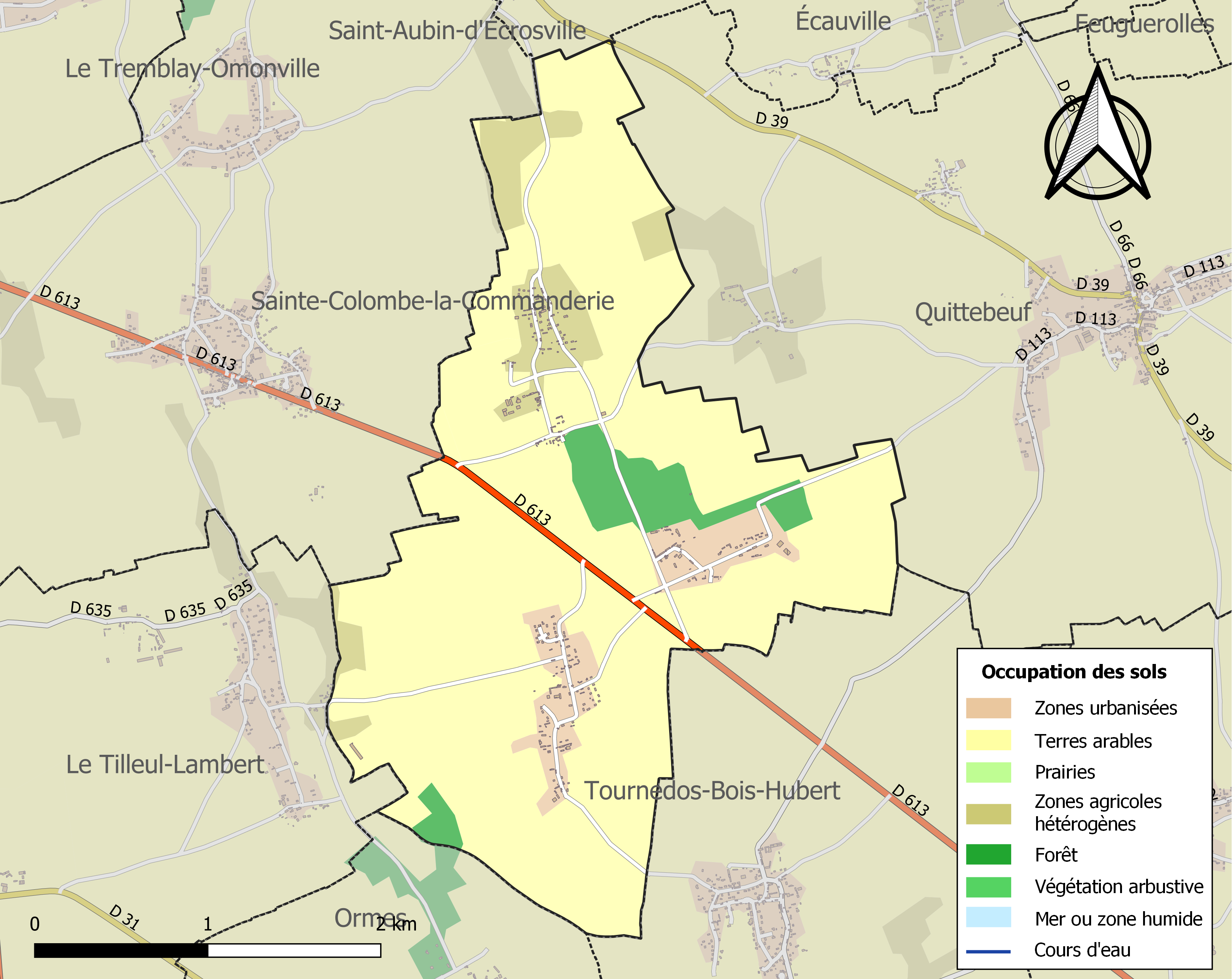
Carte des infrastructures et de l'occupation des sols de la commune en 2018 (CLC).

## Toponymie
Graveron est attesté sous la forme Graverum en 1214 (feoda Ebroicensis comitatus), Gravelon au XVe siècle (dénomb. de la vicomté de Conches).

De l'oïl gravier et du suffixe -on, « petit gravier » ; de l'occitan gravrairon « petit banc de gravier ».
Sémerville est une ancienne paroisse, d'origine romaine, attestée sous les formes Semervilla en 1209, Semerevilla en 1265 (charte de Saint-Étienne-de-Renneville).

## Histoire
Les trois communes de Graveron, Saint-Melain et Sémerville ont fusionné en 1844.

## Politique et administration
La commune est adhérente de l'association nationale pour la protection du ciel et de l'environnement nocturnes.
| Période                                  | Période  | Identité                | Étiquette | Qualité                     |
| ---------------------------------------- | -------- | ----------------------- | --------- | --------------------------- |
| 1844                                     | En cours |                         |           |                             |
| Les données manquantes sont à compléter. |          |                         |           |                             |
| mars 2008                                | En cours | Claire Carrère Godebout |           | Retraitée de l'enseignement |

## Démographie
Les habitants s’appellent Graveron-Sémervillai(e)s.

L'évolution du nombre d'habitants est connue à travers les recensements de la population effectués dans la commune depuis 1793. Pour les communes de moins de 10 000 habitants, une enquête de recensement portant sur toute la population est réalisée tous les cinq ans, les populations de référence des années intermédiaires étant quant à elles estimées par interpolation ou extrapolation. Pour la commune, le premier recensement exhaustif entrant dans le cadre du nouveau dispositif a été réalisé en 2008.

En 2022, la commune comptait 321 habitants, en évolution de +7,36 % par rapport à 2016 (Eure : −0,25 %, France hors Mayotte : +2,11 %).
| 1793 | 1800 | 1806 | 1821 | 1831 | 1836 | 1841 | 1846 | 1851 |
| ---- | ---- | ---- | ---- | ---- | ---- | ---- | ---- | ---- |
| 62   | 43   | 58   | 32   | 39   | 36   | 32   | 228  | 251  |

| 1856 | 1861 | 1866 | 1872 | 1876 | 1881 | 1886 | 1891 | 1896 |
| ---- | ---- | ---- | ---- | ---- | ---- | ---- | ---- | ---- |
| 239  | 221  | 204  | 225  | 201  | 195  | 176  | 196  | 185  |

| 1901 | 1906 | 1911 | 1921 | 1926 | 1931 | 1936 | 1946 | 1954 |
| ---- | ---- | ---- | ---- | ---- | ---- | ---- | ---- | ---- |
| 155  | 188  | 179  | 166  | 159  | 183  | 194  | 169  | 193  |

| 1962 | 1968 | 1975 | 1982 | 1990 | 1999 | 2006 | 2008 | 2013 |
| ---- | ---- | ---- | ---- | ---- | ---- | ---- | ---- | ---- |
| 166  | 173  | 158  | 243  | 240  | 266  | 289  | 295  | 295  |

| 2018 | 2022 | - | - | - | - | - | - | - |
| ---- | ---- | - | - | - | - | - | - | - |
| 308  | 321  | - | - | - | - | - | - | - |

## Culture locale et patrimoine

### Lieux et monuments
La commune de Graveron-Sémerville compte un édifice inscrit au titre des monuments historiques :
- Le château de Graveron (XVIIe)  Inscrit MH (1996)[25].

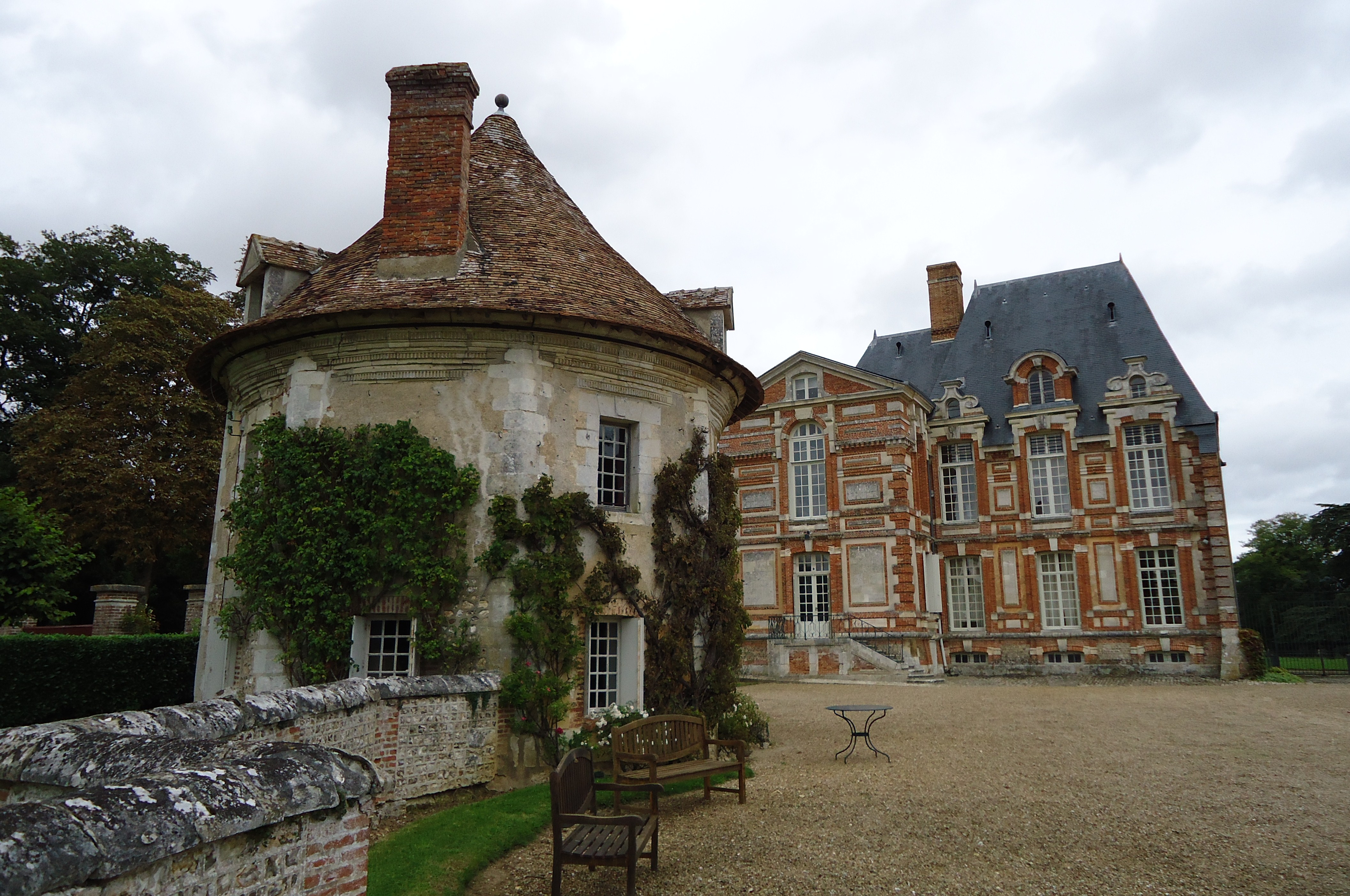
Le château de Graveron.
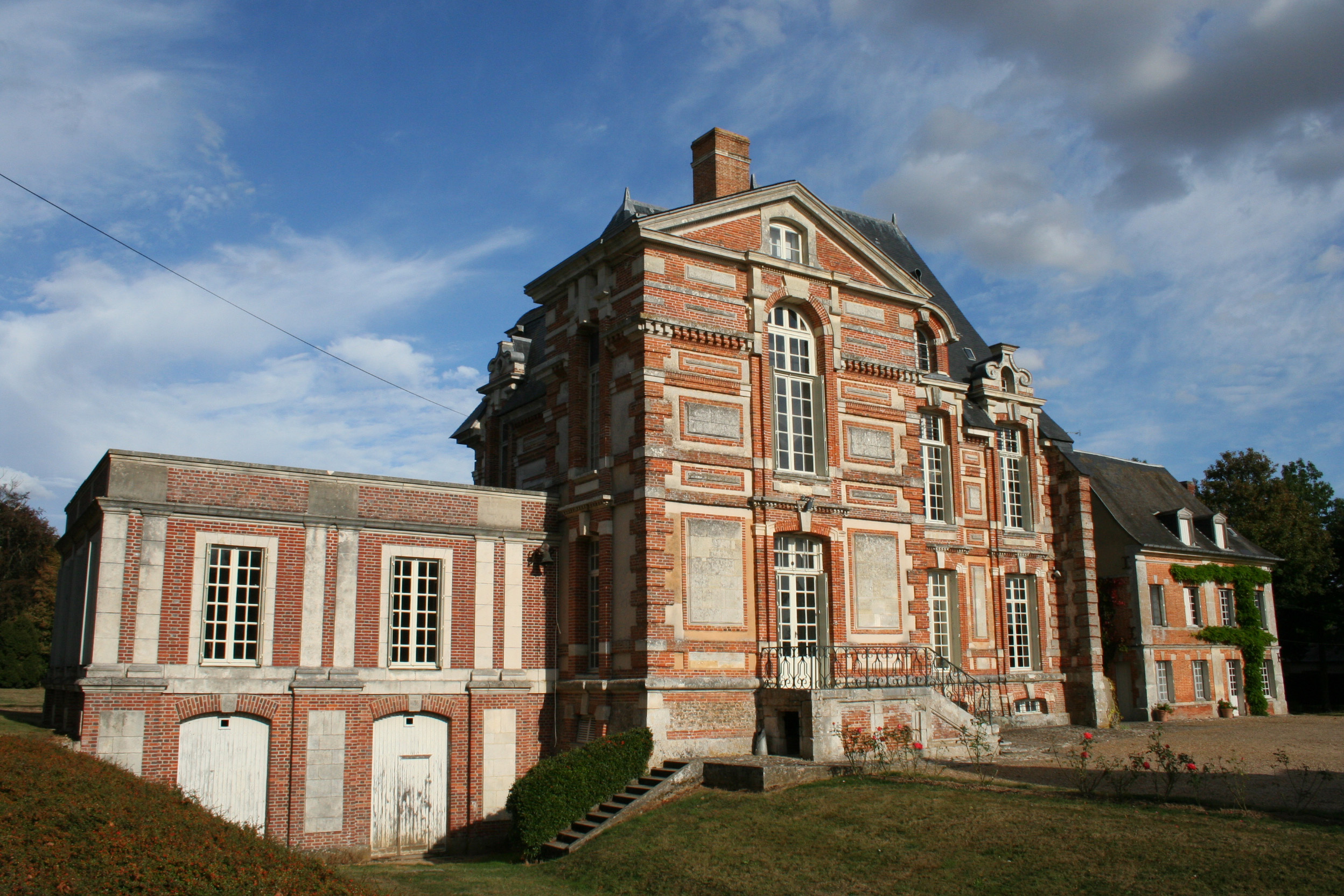
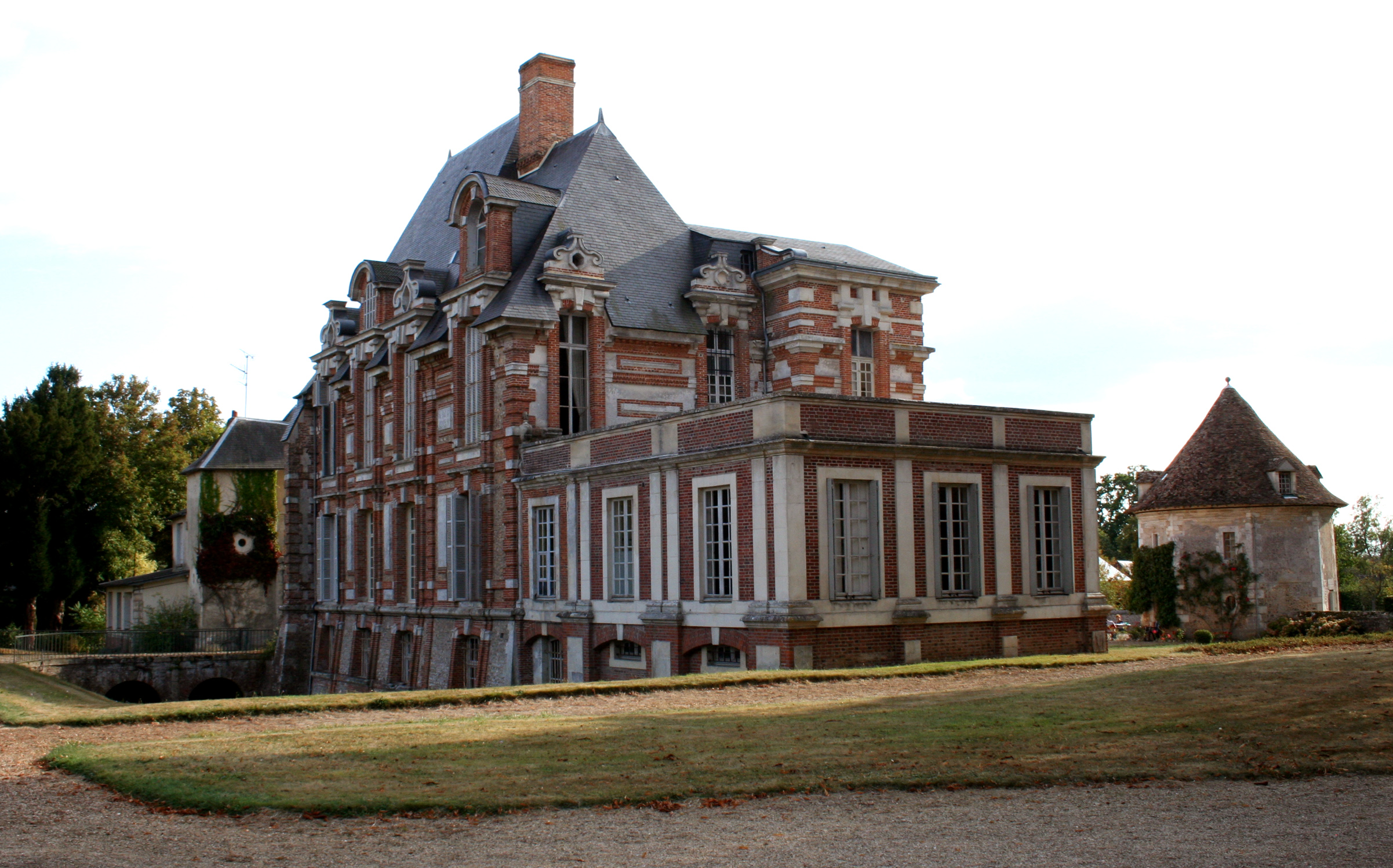

Autres édifices :
- Ancienne église Saint-Médard à Sémerville, transformée en habitation particulière ;
- Ancienne église Saint-Melain-la-Campagne ;
- L'église Saint-Barthélemy de Graveron, datant de la fin du XVIIe siècle ;
- La chapelle Saint-Lubin, jouxtant l'église, datant de 1760 ;
- Le monument aux morts, à Graveron.

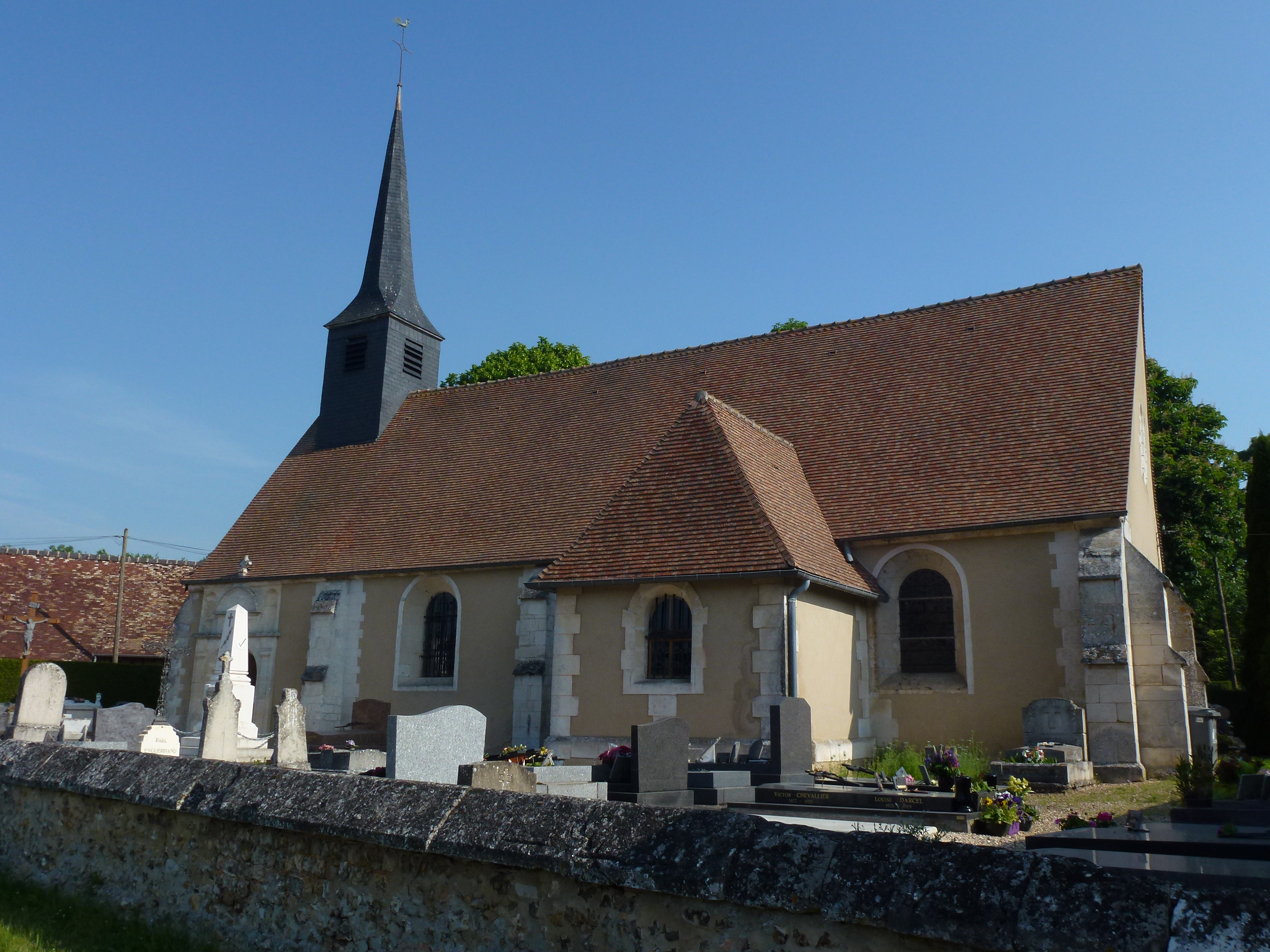
L'église Saint-Barthélemy.
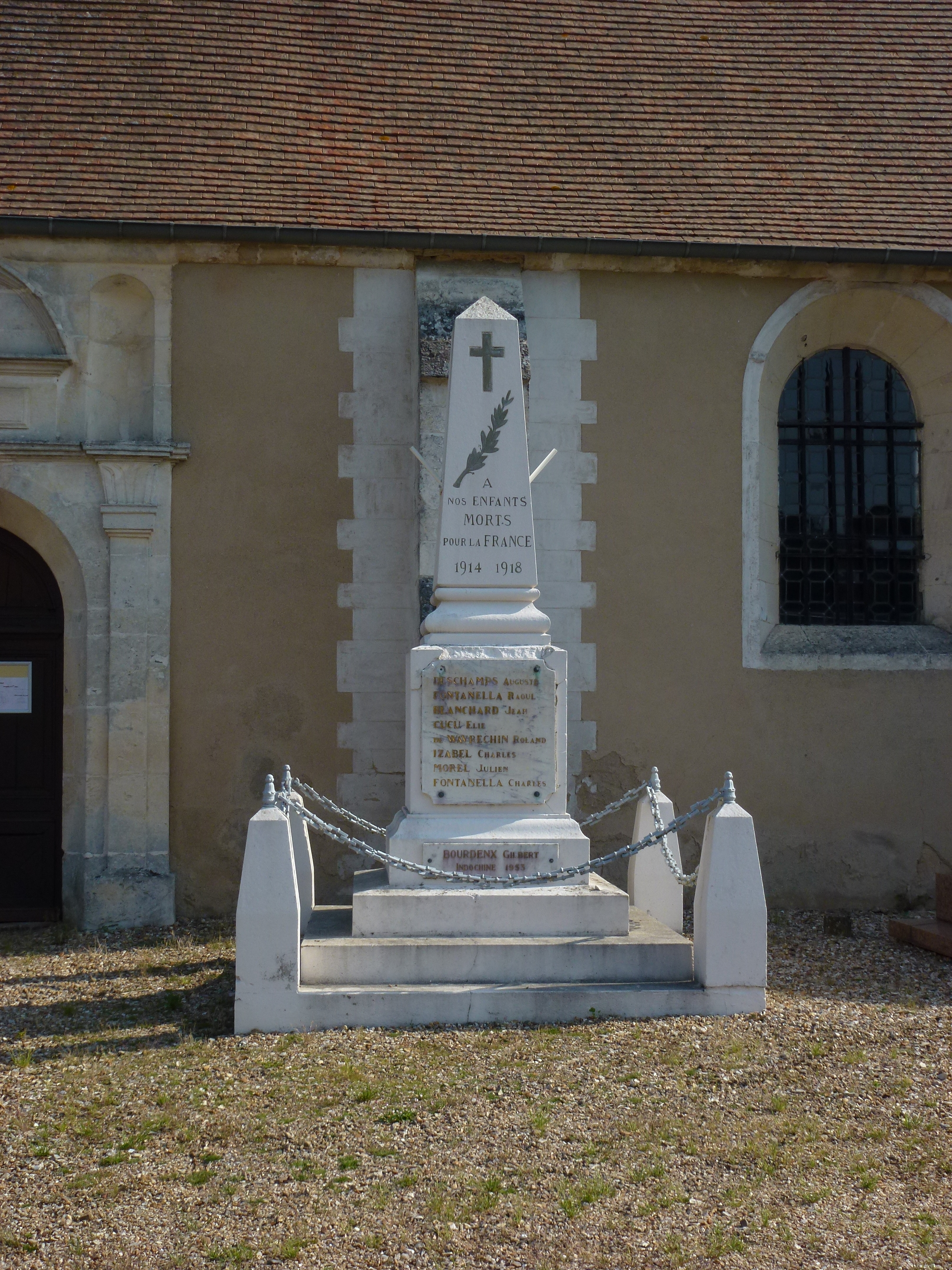
Le monument aux morts à Graveron.

### Personnalités liées à la commune
- Narcisse-Achille de Salvandy (1795-1856),vécut au château où il décéda.
- Julien-René-Benjamin de Gennes, théologien du XVIIIe siècle

## Héraldique
| Blason de Graveron-Sémerville | Blason  | Écartelé: aux 1er et 4e d'azur à trois fleurs de lis d'or, au 2e d'argent au barbeau de gueules posé en pal, au 3e d'argent à l'église de sable mouvant de la pointe; au bâton componé d'argent et de gueules brochant sur le tout. |
| Blason de Graveron-Sémerville | Détails | Le statut officiel du blason reste à déterminer. |